# Paratakse (lingvistik)
Paratakse (fra græsk παράταξις "sideordning", fra παρα para "ved siden af" + τάξις táxis "arrangere") er en litterær teknik, i skrift eller tale, der favoriserer korte, enkle sætninger, med brug af sideordnende snarere end underordnende bindeord . Dvs. at to eller flere sætninger eller led står ved siden af hinanden, forbundet af fx en sideordnende konjunktion eller et komma fx "han spiste, og hun sov" eller "det var en god, men dyr løsning". Det står i kontrast til syntaks og hypotakse.